# Gromada Ptolemeusza
Gromada Ptolemeusza (znana także jako Messier 7, M7 czy NGC 6475) – gromada otwarta znajdująca się w gwiazdozbiorze Skorpiona. Była już znana Ptolemeuszowi w 130 r. Giovanni Batista Hodierna przed 1654 doliczył się w niej 30 gwiazd. W katalogu Messiera od 23 maja 1764.
Jest to duża, jasna grupa gwiazd widzialna nieuzbrojonym okiem.
Gromada znajduje się około 800 lat świetlnych od Ziemi i porusza się w jej kierunku z prędkością ok. 14 km/s. Ma średnicę około 20 lat świetlnych, jej wiek szacuje się na ok. 220 mln lat.
M7 zawiera około 80 gwiazd (powyżej 10m). Najjaśniejsza z nich (jasność obserwowana 5,6m) jest żółtym olbrzymem należącym do typu widmowego gG8. Najjaśniejsza gwiazda ciągu głównego należy do typu widmowego B6, a jej jasność wynosi 5,89m. Doliczono się 2 czerwonych olbrzymów.